# Хабур, Владимир Пантелеймонович
Владимир Пантелеймонович Хабур (12 августа 1908, Харьковская губерния — 15 января 1982, Вильнюс) — советский кинорежиссёр и сценарист, пионер кинематографии Таджикистана — сценарист и сорежиссёр первых таджикских фильмов. Заслуженный работник культуры Таджикской ССР (1968).

## Биография
Родился 12 августа 1908 года в Харьковской губернии.
В 1934 году окончил курсы при Государственном управление кинематографией.
В 1934—1974 годах работал в комсомольских организациях и кинотеатрах Таджикской ССР.
Ещё с 1929 года участвовал в создании первых киножурналов таджикского кино. Был режиссёром первых — ещё документальных и агитационных фильмов (по собственным сценариям) «От хлопка к ткани», «Плуг на смену омачу» (1931, совм. с Н. Рожковым), «Золотой червь», «Джайронская тропа». В первом таджикском художественном фильме «Когда умирают эмиры» (1932) был помощником режиссёра Лидии Печориной.
В годы войны с ноября 1941 года по май 1945 года — лейтенант, начальник клуба Ташкентского пехотного училища.
Награждён медалью «За победу над Германией» (1945).
В 1950—1970-е годы выступал как сценарист документальных фильмов, например, двух фильмов режиссёра Бориса Кимягарова: «Земля молодости» (1950) и «Праздник таджикского народа» (1955).
Является автором романа «Мирное время» (1962, переизд. 1965), по которому на киностудии «Таджикфильм» был снят одноимённый художественный фильм (1964 , реж. Борис Кимегаров)
Выступал как кинокритик. Член Союза кинематографистов СССР с 1958 года.
В 1968 году присвоено звание Залуженный работник культуры Таджикской ССР. Награждён Почётной Грамотой Президиума Верховного Совета Таджикской ССР.
Умер в 1982 году в Вильнюсе.